# Kotori
Kotori est un prénom masculin.
Kotori est également un prénom japonais féminin (小鳥)

## Sens et origine du prénom
- Prénom masculin faussement considéré comme d'origine nord-amérindienne[1].
- Prénom qui signifierait "Esprit de chat-huant" en Hopi, le chat-huant étant la chouette hulotte. Mais en réalité cette signification en Hopi s'écrit "Tokori". et non "Kotori"[2].
- Il semble qu'une erreur de typo soit à l'origine de cette confusion, erreur reprise de façon systématique par les livres et sites Internet de prénoms pour enfants. Toutefois, ce prénom est aujourd'hui porté.
- Kotori est aussi le mot japonais pour "petit oiseau".

## Prénom de personnes célèbres et fréquence
- Très peu usité aux États-Unis[3].
- Prénom qui semble-t-il, n'a jamais été donné en France[4].